# Manuel Villegas Brieva
Manuel Villegas Brieva (Lleida, 1871 - Madrid, 1923) va ser un pintor i dibuixant català.
L'any 1885 va ser un dels artistes becats per la Diputació de Lleida per anar a estudiar durant tres anys a l'Escola Especial de Pintura, Escultura i Gravat, i per aquesta raó es va haver de traslladar a Madrid. Acabat aquest període, va obtenir una altra beca de la Diputació de Còrdova i es va traslladar a Roma, ciutat on es va estar també prop de tres anys. Després de la capital italiana va tornar a Madrid, on coincidí amb el pintor Francisco Pradilla, el mestre de qui rebria les influències tècniques més importants. A la capital de l'Estat va ocupar el càrrec de professor de l'Escola d'Arts i Oficis, fet que el dugueren a fixar la seva residència.
L'any 1910 va ser un dels fundadors, juntament amb Joaquín Sorolla i Aureliano de Beruete, de l'Associació Espanyola de Pintors i Escultors, que va promoure durant diverses dècades els prestigiosos Salons de Tardor. En aquest mateix any, Villegas va participar en l'Exposició d'Art Espanyol i Indústries Decoratives, que es va celebrar a Madrid, i posteriorment es va traslladar a Mèxic. En aquesta exposició hi figuraven, també, obres de Baldomer Gili Roig i Josep Martí Garcés. Amb ells, i d'altres, va participar també en l'exposició d'artistes lleidatans celebrada l'any 1912, en què Villegas hi va participar amb quatre obres.

## Selecció d'obres
| Obra                         | Any  | Tècnica         | Dimensions     | Lloc                                                                   | Imatge |
| ---------------------------- | ---- | --------------- | -------------- | ---------------------------------------------------------------------- | ------ |
| ¡A la guerra!                | 1892 | Oli sobre llenç | 250 x 450 cm   | Museo Municipal de Bellas Artes de Santa Cruz de Tenerife (en dipòsit) |        |
| Último sueño de una virgen   |      | Oli sobre llenç | 150 x 120 cm   | Capitania General de Sevilla (en dipòsit)                              |        |
| Las doce en los altos hornos | 1895 | Oli sobre llenç | 43 x 84 cm     | Universitat de Còrdova (en dipòsit)                                    |        |
| Angelita                     | 1916 | oli sobre tela  | 40,2 x 30,4 cm | Museu d'Art Jaume Morera                                               |        |